# Prasinocyma dorsipunctata
Prasinocyma dorsipunctata är en fjärilsart som beskrevs av W. Warren 1911. Prasinocyma dorsipunctata ingår i släktet Prasinocyma och familjen mätare. Inga underarter finns listade i Catalogue of Life.